# Janícul
El Janícul (en italià Gianicolo) és un turó de la ciutat de Roma, al Trastevere. Té 82 msnm i no està comprès entre els set turons tradicionals. Els edificis del Janícul van ser declarats Patrimoni de la Humanitat per la UNESCO el 1990, amb el número d'identificació 91-011.

## Edat antiga
El nom d'aquest turó sembla derivar del déu bifront llatí anomenat Janus: la llegenda diu que aquesta deïtat havia fundat allà una població anomenada Ianiculum, encara que només se'n coneix que hi havia un altar dedicat a un, també mític, fill de Janus: Fontus.
Sí que existia un petit caseriu situat als peus orientals del turó anomenat Pagus Ianiculensis, a la zona de l'actual Trastevere corresponent a la plaça Mastai.
Situat sobre la riba dreta del Tíber en territori originàriament etrusc del turó, hauria estat annexat a Roma per Anc Marci, que l'hauria fortificat i connectat amb la ciutat mitjançant el Pons Sublicius sobre el qual passava l'antiga ruta a Etrúria, que va passar a ser la Via Aurèlia.
El Janícul, però, va quedar extramurs de les antigues muralles Servianes i només va ser parcialment inclòs dins del recinte de les muralles Aurelianes.
Una àrea del Janícul estava coberta de boscos sagrats. Tal sector boscós i sacre era anomenat Lucus Furrinae, ja que estava dedicat a l'arcaica deïtat llatina anomenada Furrina (aquest lloc avui correspon al parc de Villa Sciarra).
Una altra àrea cultural, més tardana, és el santuari Isíac sobre el pendent oriental, actualment sobre la Via Dandolo: tal lloc és pintoresc però sense gaire cura i sovint tancat; les restes descobertes d'aquest santuari es troben en la col·lecció egípcia del palau Altemps.

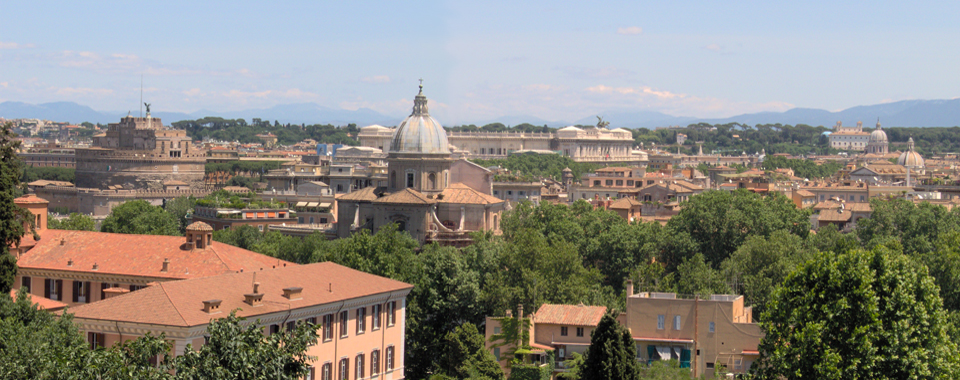
Panorama de Roma vista des del Janícul: la cúpula més propera correspon a l'església de San Francesco di Sales, al fons cap a l'esquerra-cap al nord-es pot observar el Castel Sant'Angelo; després es veu l'edifici blanc del Palazzo di Giustizia; cap a la dreta i llunyania (l'altre costat del Tíber) s'observen les cúpules del Panteó i l'església de Santa Maria Sopra Minerva

## Edat mitjana
Poques dades es tenen de la zona del Janícul durant l'edat mitjana: el que més se sap és que després de la caiguda de l'Imperi Romà l'àrea (com gran part de Roma) va quedar arruïnada i en gran manera erma. Només des del Quattrocento, és a dir, en ple apogeu del Renaixement i ja finalitzada l'edat mitjana, van començar a construir-hi algunes importants cases de famílies benestants, com les que dissenyà l'arquitecte Giulio Romano.

## El Risorgimento

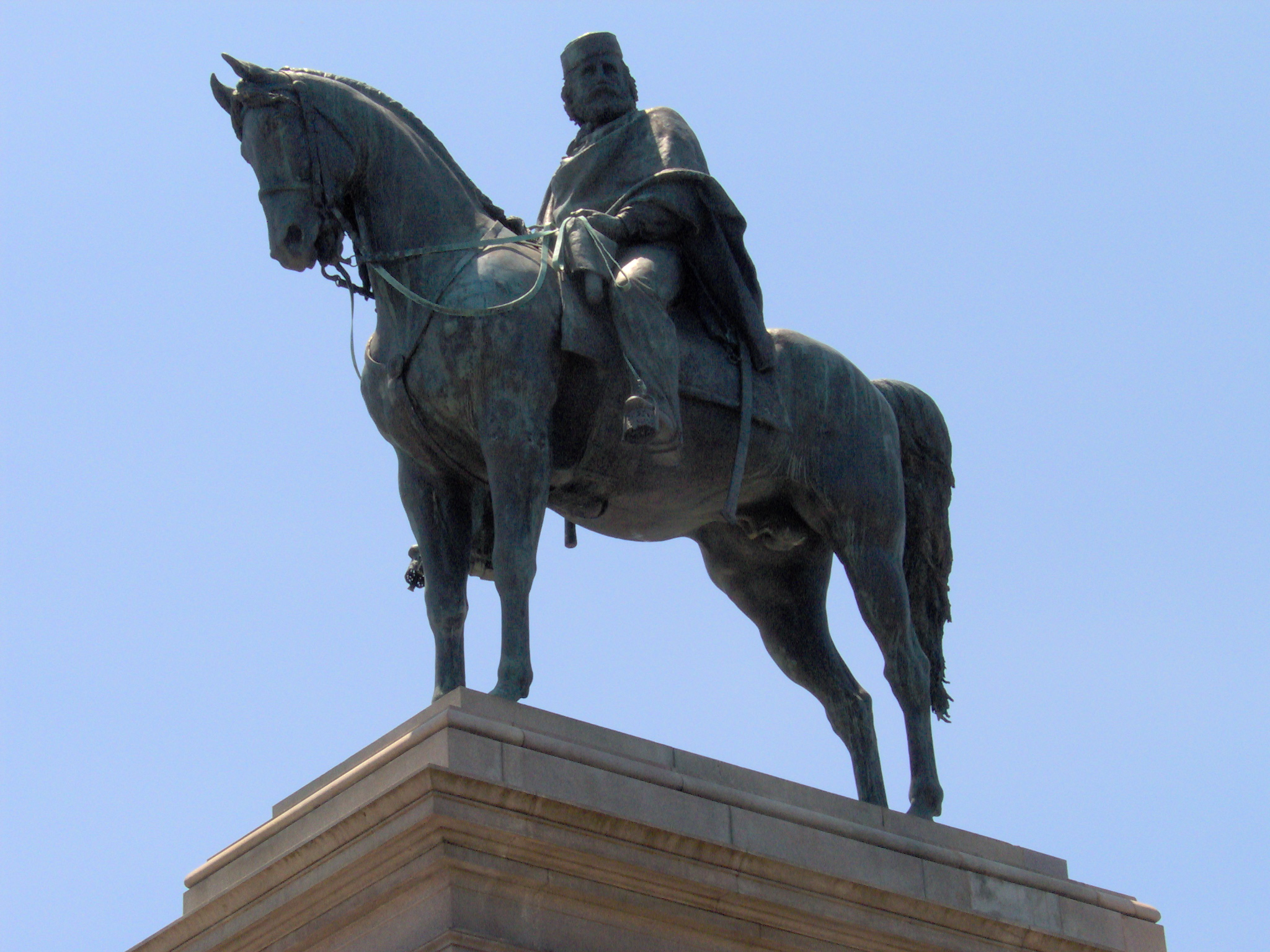
Estàtua eqüestre de Giuseppe Garibaldi al Janícul

A inicis del Risorgimento (que conclouria amb la unificació italiana) el Janícul va ser teatre d'un dels moments més èpics de tal període de la Itàlia moderna: el 1849 es va declarar la República Romana i un dels líders va ser Giuseppe Garibaldi. L'esmentada república va tenir breu durada, ja que va ser aixafada per les tropes franceses, i precisament el Janícul fou l'últim baluard dels resistents italians (també entre els republicans es trobava defensant la posició la cèlebre dona de Garibaldi, Ana Maria de Jesus Ribeiro).
Per aquest motiu en l'actualitat el Janícul es troba adornat amb una miríada de busts que recorden a importants personatges italians del Risorgimento i dues estàtues eqüestres dedicades a Anita i Giuseppe Garibaldi.

## Altres característiques
Tot i no constar entre els set turons tradicionals de Roma, el Janícul ocupa un lloc important en les llegendes i història romans: per exemple és citat per Virgili en el llibre VIII (vers 473) de l'Eneida, quan el rei Evandre mostra a Enees les ruïnes de Satúrnia i el Ianiculum, properes a la ciutat anomenada en el llibre Pallanteum (el lloc és presentat com el seient de Roma). Virgili utilitza la presència d'aquestes ruïnes com a recurs literari per a ressaltar la significació del turó Capitolí com a centre religiós de Roma.
En l'actualitat el Janícul presenta una de les més atractives vistes de Roma, no sols per les seves escultures sinó per la presència d'esglésies que destaquen amb les seves cúpules i campaniles; entre aquestes, la més important és l'església de San Pietro in Montano, la qual està edificada en el lloc on segons la tradició va ser crucificat sant Pere, tal església conté un  Tempietto, un petit reliquiari realitzat per Bramante. Té també edificis barrocs i una fontana (l'anomenada Acqua Paola) manada construir pel papa Pau V al final del segle xvii, així com diversos edificis que alberguen institucions culturals (per exemple l'Acadèmia d'Espanya).
Diàriament, al migdia, des del Janícul es dispara un canó de salva en direcció al Tíber per donar el senyal de l'hora exacta. Tal tradició de la cannonata es remunta a desembre de 1847 quan el papa Pius IX va establir que el canó del Castel Sant'Angelo realitzaria una salva per estandarditzar l'horari de toc de campana a totes les esglésies de Roma. El 1903 aquesta espècie de ritual va ser traslladat al Monte Mario per uns mesos i el 1904 va passar al Janícul, i allà va continuar fins a 1939, any en què s'iniciava la Segona Guerra Mundial i es va suspendre l'ús de l'antic canó per evitar confusions; aquest canó es troba gairebé al peu de l'estàtua de G. Garibaldi.
El 21 d'abril de 1959, en ocasió del 2712 aniversari de la fundació de Roma, una petició popular convencé l'ajuntament de Roma perquè es reprengués la tradició. Actualment la salva se sent els rars dies que la ciutat és menys remorosa (especialment els diumenges, i els dies del Ferragosto) fins al turó de l'Esquilí.
Convé esmentar que les arbredes del Janícul estan representades musicalment en la cèlebre obra d'Ottorino Respighi anomenada I pini di Roma ('Els pins de Roma').